# Aspalathus bidouwensis
Aspalathus bidouwensis är en ärtväxtart som beskrevs av Rolf Martin Theodor Dahlgren. Aspalathus bidouwensis ingår i släktet Aspalathus och familjen ärtväxter. Inga underarter finns listade i Catalogue of Life.